# SF 컨벤션
SF 컨벤션(Science fiction convention) 또는 SF 대회는 사변물 하위 장르인 SF (장르)의 팬들이 모이는 모임이다. 역사적으로 SF 컨벤션은 주로 문학에 중점을 두었지만, 그 범위는 영화, 텔레비전, 만화, 애니메이션, 게임 등 다른 표현 방식까지 확장되었다. 형식은 다양할 수 있지만 주빈, 토론 패널, 낭독회, 개회식/폐회식, 일부 형태의 파티 또는 오락과 같은 대규모 특별 행사 등 몇 가지 유사한 기능을 갖는 경향이 있다. SF 컨벤션은 주로 영국과 미국에서 시작되었지만 지금은 더욱 널리 퍼져 있다. 여러 국가에는 자체적인 개별 대회가 있을 뿐만 아니라 순환하는 국제 대회도 개최된다.

## 같이 보기
- 애니메이션 컨벤션
- 동인 행사